# Pěnčín (district de Liberec)
Pour les articles homonymes, voir Pěnčín.
Pěnčín (en allemand : Pientschin) est une commune du district et de la région de Liberec, en Tchéquie. Sa population s'élevait à 709 habitants en 2021.

## Géographie
Par la route, Pěnčín se trouve à 6 km à l'ouest de Turnov, à 27 km au sud de Liberec et à 87 km au nord-est de Prague.
La commune est limitée par Vlastibořice au nord, par Radimovice et Čtveřín à l'est, par Příšovice au sud, par Svijany au sud-ouest et par Svijanský Újezd et Soběslavice à l'ouest.

## Histoire
La première mention écrite du village date de 1383.

## Administration
La commune se compose de sept sections :
- Albrechtice
- Červenice
- Kamení
- Pěnčín
- Střížovice
- Vitanovice
- Zásada

## Galerie

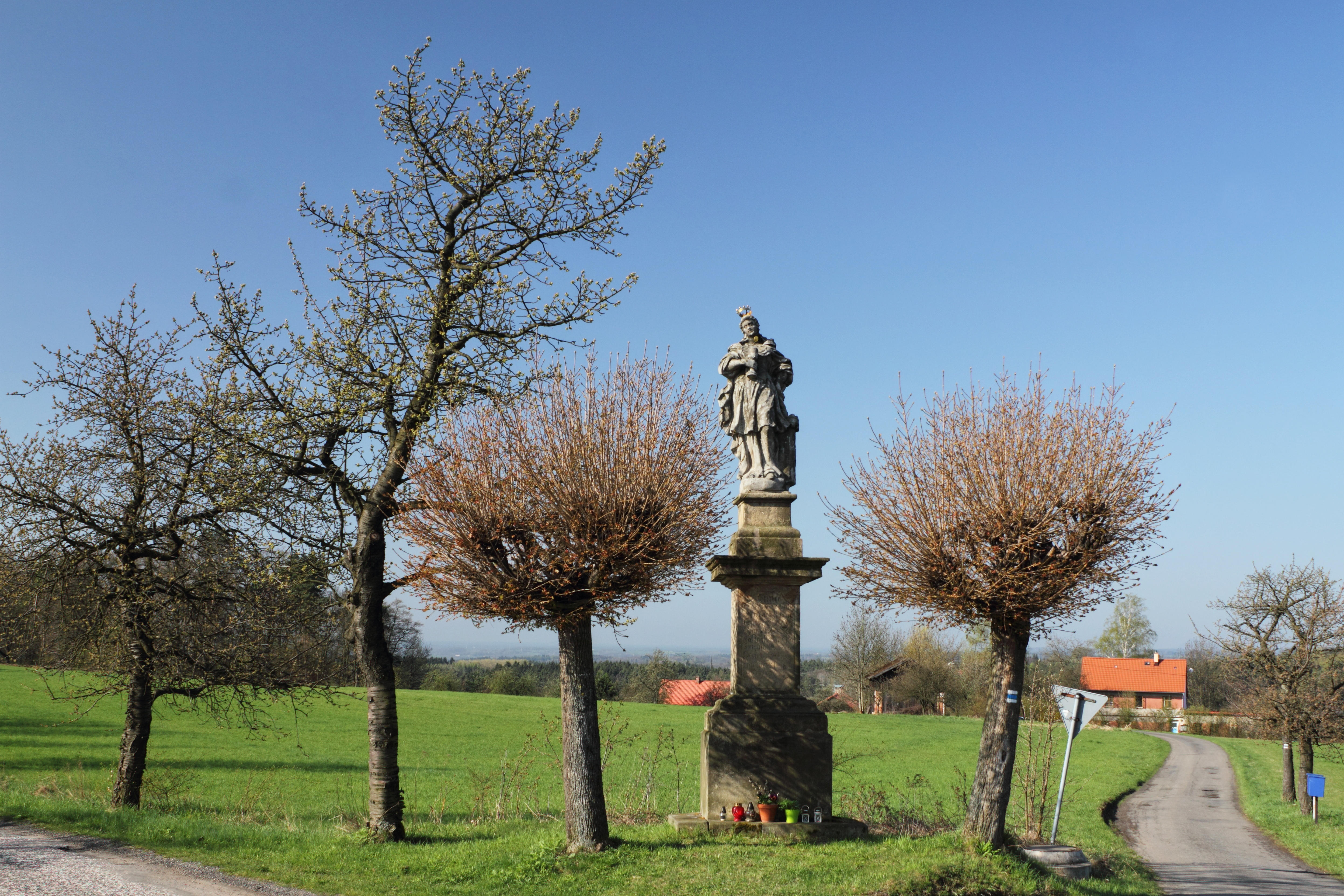
Statue de Sainte-Barbara à Kamení.
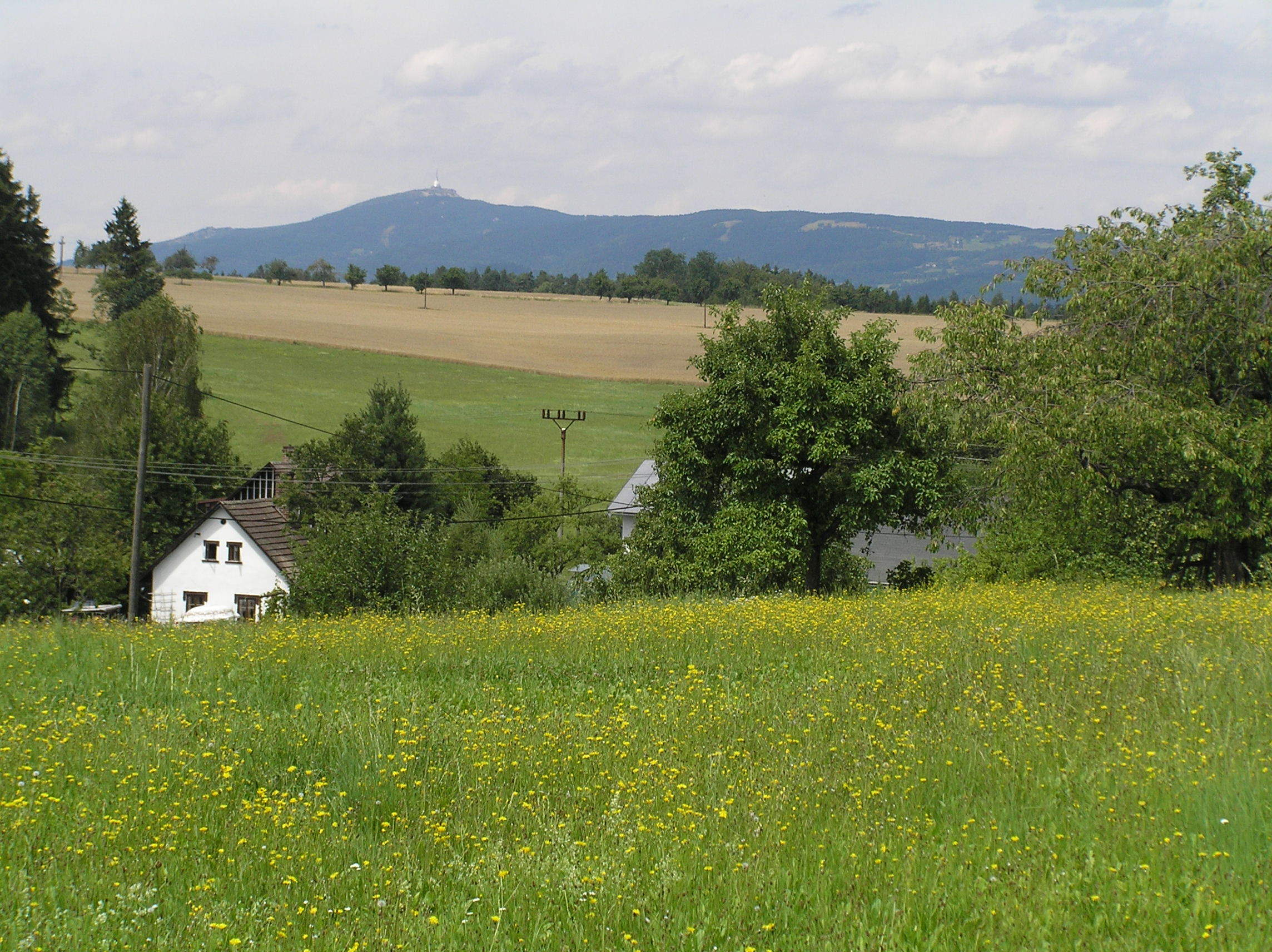
Vue de Červenice.

## Transports
Par la route, Pěnčín se trouve à 6 km du centre de Turnov, à 27 km de Liberec et à 87 km de Prague.